# الیزابت کریگ (خورور)
الیزابت کریگ (انگلیسی: Elizabeth Craig; ۲۶ سپتامبر ۱۹۵۷ – ) قایقران روئینگ اهل کانادا بود.
وی در مسابقات کشوری و بین‌المللی در مجموع برندهٔ ۳ مدال نقره، ۳ مدال برنز شده‌است.